# Partido Comunista Italiano (2016)
O Partido Comunista Italiano (em italiano:  Partito Comunista Italiano, PCI) é um partido Italiano.

## História
O PCI, que recebeu o nome de Partido Comunista Italiano de 1926–1991, surgiu em 2016 a partir da fusão do Partido Comunista da Itália (PCdI) com fragmentos do Partido da Refundação  Comunista(PRC) e grupos menores. A fundação do novo PCI teve lugar noventa anos após a transformação do antigo Partido Comunista da Itália no antigo PCI.
Após o congresso de fundação, Mauro Alboresi foi eleito secretário pelo recém-formado comité nacional do partido.
Na eleição geral de 2018, o PCI fez parte da lista eleitoral do Poder para o Povo, que obteve 1,1% dos votos e nenhum mandato. Pouco tempo depois, o partido saiu da lista. Em julho, o PCI realizou seu primeiro congresso regular.

## Liderança
- Secretário: Mauro Alboresi (2016-presente)
- Presidente: Manuela Palermi (2016–2018), Selene Prodi (2018 – presente)
- Coordenador: Giacomo De Angelis (2018 - presente)

## Resultados eleitorais

### Parlamento italiano
| Câmara dos Deputados |                      |                      |                              |     |                |
| Ano eleitoral        | No. de votos gerais  | % do voto geral      | No. de lugares gerais ganhos | +/– | Líder          |
| 2018                 | em Poder para o Povo | em Poder para o Povo | 0 / 630                      | -   | Mauro Alboresi |

| Senado da República |                      |                      |                              |     |                |
| Ano eleitoral       | No. de votos gerais  | % do voto geral      | No. de lugares gerais ganhos | +/– | Líder          |
| 2018                | em Poder para o Povo | em Poder para o Povo | 0 / 315                      | -   | Mauro Alboresi |

### Conselhos Regionais
| Região | Ano eleitoral | Votos       | %    | Assentos | +/− |
| ------ | ------------- | ----------- | ---- | -------- | --- |
| Umbria | 2019          | 2.098 (14º) | 0,50 | 0 / 21   | -   |